# Zaisu

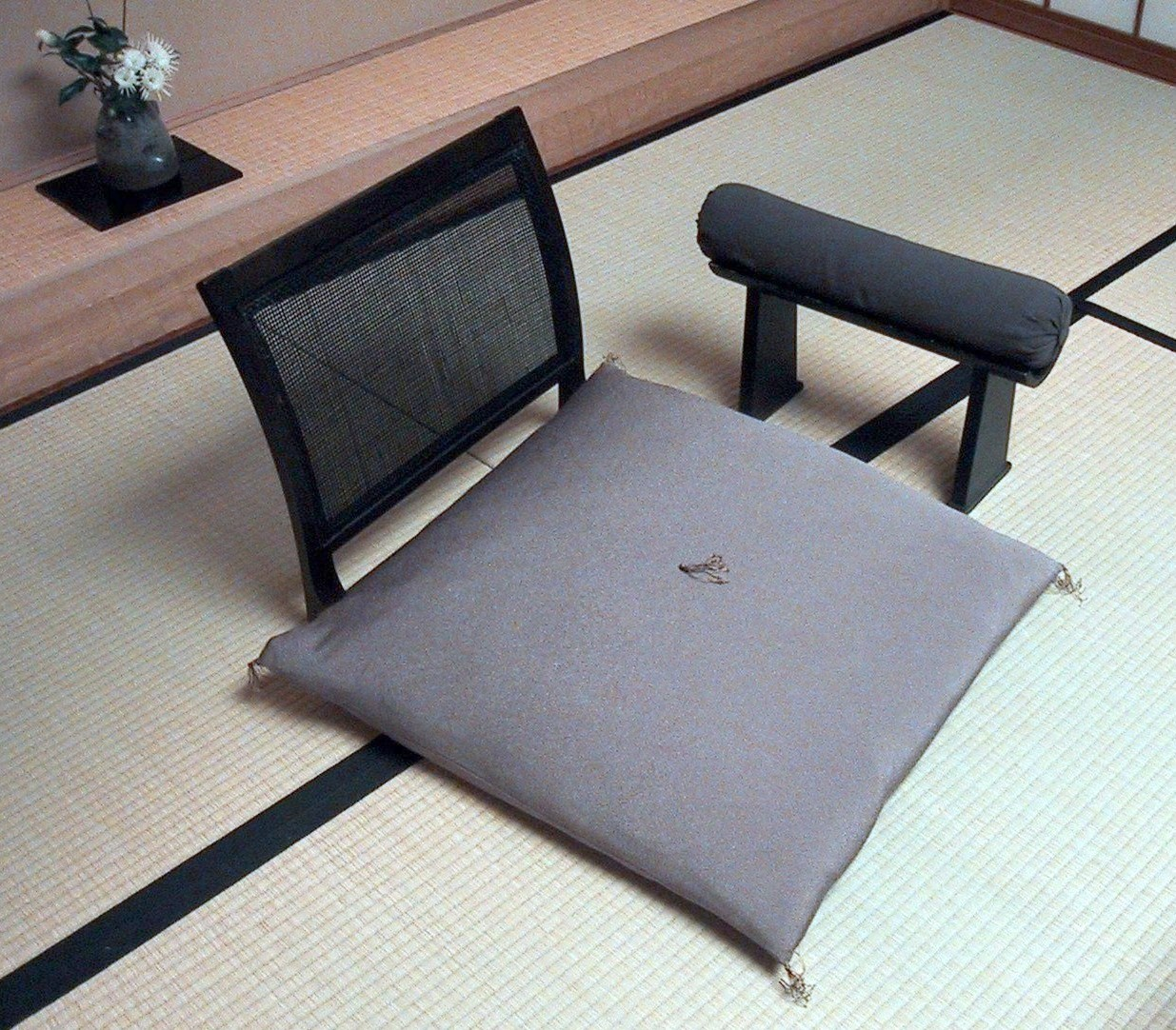
Un zaisu (chaise sans pieds) avec un zabuton (coussin) et un kyōsoku (repose-bras).

Un zaisu (座椅子) est une chaise japonaise avec un dossier normal mais sans pieds.
Les zaisu sont très fréquents au Japon, en particulier dans les maisons avec des chambres de style japonais traditionnel (washitsu), où les tables sont basses et le fait de s'assoir sur un sol en tatamis sont habituels. Ils permettent de se détendre par une nuit froide sous une table (kotatsu) chauffée .